# Corrado Doria
Corrado Doria var en italiensk statsman under 1200-talet, son till Oberto Doria.
Han var en av ledarna för den revolution som gjorde slut på guelfernas välde i Genua, varefter han och Oberto Spinola proklamerades till capitani della libertà genovese.
1284 deltog han i sin fars sjöseger vid Meloria.